# Гонтарук Юлія
Гонтару́к Юлія Миколаївна — українська режисерка документального та ігрового кіно, авторка фільму, акторка, сценаристка продюсерка. Співзасновниця творчого об'єднання «Вавилон`13». 
Фільмувала події Революції Гідності, у 2014 році поїхала на Схід України, де почала роботу над документальною стрічкою про «азовців» – «Залізна сотня». Від початку повномасштабного вторгнення росії в Україну створила цикл короткометражок про захисників Маріуполя на заводі «Азовсталь» – «Фортеця Маріуполь».

## Біографія
Народилася 6 березня 1987 року у м. Києві. У 2009 році закінчила НТУУ «КПІ» за спеціальністю інженер-теплоенергетик. 
З 2007 по 2012 роках навчалася режисурі у Київському національному університеті театру, кіно і телебачення імені І. К. Карпенка-Карого, майстерня Павлова Михайла Івановича. 
З 2013 року є членом Національної спілки кінематографістів України. 
З початком революції Гідності Юля разом з іншими кінематографістами створила творче об'єднання «Вавилон 13».
У 2015 році — номінант на Шевченківську премію у галузі кінематографу. 
З 2016 року є членом Української кіноакадемії.
У квітні  2022 році фільм "Залізна сотня" відібрано до індустрійної платформи Hot Docs секції Work-in-Progress авторитетного фестивалю документального кіно Hot Docs Canadian International Documentary Festival. На  ювілейному 75-у Каннському міжнародному кінофестивалі фільм отримав приз від Ciclic/ Région Centre-Val de Loire.

## Фільмографія

### Режисер
- 2023 — "АЗС" —     ігровий фільм, який отримав підтримку від Ґетеборзького фонду на     девелопмент[4].
- 2019 — «Залізна сотня» — документальний фільм, в монтажному періоді (Державне агентство з питань кіно в України, Директорія кіно, Вавилон'13),

- 2016 — «Десять секунд» — документальний фільм («Вавилон'13»),[5]
- 2014 — «Сильніше, ніж зброя» — документальний фільм. Співрежисер. («Вавилон'13»),
- 2014 — «Небесна сотня» — документальний фільм («Вавилон'13» та «1+1 продакшн»),
- 2013-2016:
  - «Протистояння»,
  - «Барабани свободи»,
  - «d-moll у київській мерії»,
  - «Народний регулювальник»,
  - «Мрії й дії»,
  - «Афганці з народом»,
  - «Сором»,
  - «Гідність»,
  - «Козацькі тулубмаси»,
  - «Батьківська хата»,
  - «Електорат»,
  - «Заборонене кіно»,
  - «В облозі»,
  - «Терористи»,
  - «Говорить правий сектор»,
  - «Камуфляж»,
  - «Інший Донецьк»,
  - «Армія SOS»,
  - «Мобілізовані»,
  - «Ізоляція»
  - «Шоу маст го он»,
  - « Залишитися живим»,
  - «Щастя»,
  - «Брат»,
  - «Козак»,
  - «Жити хочеться»,
  - «Дух нації»,
  - «Тому що ми патріоти» та інші.

- 2013 — «Алкоголічка» — ігровий короткометражний фільм.
- 2011 — «Калейдоскоп» — ігровий короткометражний фільм.
- 2010 — «Не зійти з шляху» — документальний короткометражний фільм.
- 2009 — «Дніпро біля порогу» — документальний фільм-портрет
- 2008 — «Необережність» — ігровий короткометражний фільм.

## Нагороди
- Найкращий фільм "Фортеця     Маріуполь. Саймон" кінофестивалю Doc Kyiv Fest (2024)[6].

- Перемога української     національної кінопремії "Золота дзиґа" в номінації "Найкращий     короткометражний документальний фільм" за стрічку "Фортеця     Маріуполь. Останній день на Азовсталі" (2023)[7].

- Приз «Свобода самовираження» за     фільм «Останній день на “Азовсталі”» — МКФ Східної України Kharkiv     MeetDocs, Україна (2022)[8].

#### «Десять секунд» (2016 р)- документальній фільм.— «Вавилон13»
- Премія імені Андрія Матросова на Міжнародному фестивалі документального кіно проправа людини Docudays UA.[9]
- Премія Національної спілки кінематографістів України 2017, кращий документальний фільм.
- Срібна нагорода на Rivne International Film Festival «Dream City».
- Кращий документальний фільм на KanivFest.
- Кращий документальний повнометражний фільм, Кінофестиваль «КіТи», Україна.
- Номінація кращий документальний фільм Першої Національної Кінопремії України «Золота Дзига».
- Номінація на премію ім. Богдана Хмельницького за краще висвітлення військової тематики у творах літератури та мистецтва.
- Офіційна програма МКФ Артдокфест, Росія.

#### «Сильніше ніж зброя» (2014р.) документальний фільм. Співрежисер.— «Вавилон13» .
- Бронзова нагорода 7-го Міжнародного Лондонського артфестивалю Passion For Freedom.

#### «Алкоголічка» (2013р.)— ігровий короткометражний фільм.
- Гран- прі на KIN International Women's Film Festival in Armenia(Вірменія)
- Гран-прі на III Lume International Film Festival (Португалія)
- Кращий короткометражний фільм на Delhi International Film Festival 2013 in India (Індія)
- Кращий грим та костюм на 6o Festival Internacional de Curtametraxes de Bueu (Іспанія)